# Sport in Sicilia

Lo sport in Sicilia riguardante le società si è sviluppato ad un alto livello solo dal secondo dopoguerra in poi, anche se non mancano esempi tra le due guerre, con diverse associazioni sportive militanti nelle serie maggiori italiane.  

Murale dedicato a Totò Schillaci nel quartiere CEP di Palermo

Per ciò che asserisce gli eventi si distingue il Giro di Sicilia, corsa ciclistica creata nel 1907 da Vincenzo Florio jr (ideatore di un altro evento sportivo siciliano, la prestigiosa Targa Florio). Fu la prima prova italiana a tappe, anticipando di due anni la nascita del Giro d'Italia. 

A livello di atleti, le prime medaglie olimpiche riguardano la scherma: il primo oro alle Olimpiadi è merito di Francesco Gargano alle olimpiadi di Anversa 1920 nella scherma sciabola a squadre seguito da quello di Vincenzo Cuccia nel 1924.

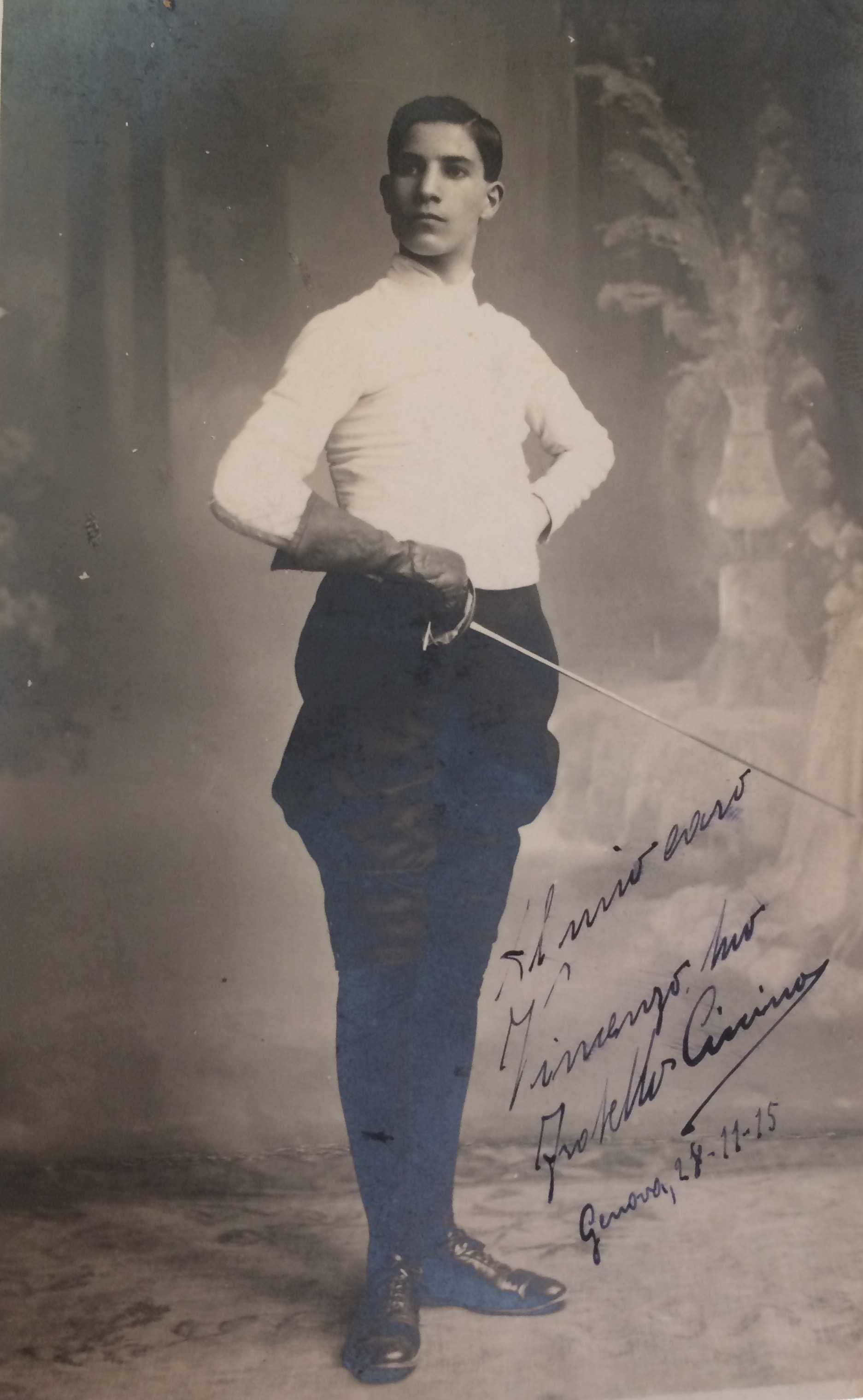
Francesco Gargano, primo oro olimpico siciliano.

Salvatore Schillaci invece si è distinto per essere stato Scarpa d'oro (capocannoniere) e Pallone d'oro (miglior giocatore) del Campionato mondiale di calcio 1990.
Negli sport a squadre, il primo scudetto risale al 1978, con la conquista del campionato italiano maschile di pallavolo ad opera della Paoletti Catania e, sempre a Catania, il dominio nazionale (ed europeo) della Orizzonte Catania nel campionato italiano femminile di pallanuoto. Nello squash dominio della New Squash Club Catania con 5 scudetti e 1 coppa italia. 
Nella Pallamano Siracusa fa da padrona, vincendo 3 scudetti e 2 coppe Italia nella maschile con l'Ortigia Siracusa e 1 scudetto nella femminile con l'EOS Siracusa. Scudetti anche a Priolo, nella pallacanestro femminile dove il Trogylos Priolo ha trionfato due volte, conquistando anche un titolo europeo. Vittorie anche della Canoa Polo KST Siracusa, e nel Tennistavolo con il Città di Siracusa. 
Tricolore arrivato anche nella città dello stretto nel Tennis con il CT Vela Messina. Nel Tennistavolo, oltre al già citato campionato vinto dal Siracusa, si contano due scudetti della Top Spin Messina (maschile) e dell’Emaia Vittoria (femminile) che ha portato due titoli di campioni d’Italia nella piccola provincia iblea. 
Non mancano scudetti e coppe nel Beach soccer e nel Calcio a 5, grazie al Catania Beach Soccer e alla Meta Catania Calcio a 5.

## Principali impianti sportivi

### Calcio
| Città                     | Prov. | Nome                             | Capienza | Anno      |
| ------------------------- | ----- | -------------------------------- | -------- | --------- |
| Messina                   | ME    | Stadio San Filippo               | 38.722   | 2004      |
| Palermo                   | PA    | Stadio Renzo Barbera             | 36.365   | 1932      |
| Catania                   | CT    | Stadio Angelo Massimino          | 22.000   | 1937      |
| Acireale                  | CT    | Stadio Aci e Galatea             | 14.500   | 1972      |
| Marsala                   | TP    | Stadio Antonino Lombardo Angotta | 13.500   | 1956      |
| Caltanissetta             | CL    | Stadio Marco Tomaselli           | 12.000   | 1992      |
| Messina                   | ME    | Stadio Giovanni Celeste (*)      | 12.000   | 1932      |
| Palermo                   | PA    | Velodromo Paolo Borsellino       | 12.000   | 1991      |
| Licata                    | AG    | Stadio Dino Liotta               | 11.000   | 1988      |
| Sciacca                   | AG    | Stadio Luigi Riccardo Gurrera    | 13.229   | 1979      |
| Trapani                   | TP    | Stadio Provinciale               | 7.787    | 1960      |
| Barcellona Pozzo di Gotto | ME    | Stadio Carlo D'Alcontres         | 7.000    | -         |
| Giarre                    | CT    | Stadio Regionale                 | 6.500    | 1956      |
| Catania                   | CT    | Stadio Benito Paolone            | 6.000    | -         |
| Siracusa                  | SR    | Stadio Nicola De Simone          | 5.946    | 1932      |
| Vittoria                  | RG    | Stadio Comunale Gianni Cosimo    | 5.000    | 2004 (**) |
| Caltanissetta             | CL    | Stadio Palmintelli               | 5.000    | 1936      |
| Noto                      | SR    | Stadio Giovanni Palatucci        | 5.000    | 2010      |
| Castelvetrano             | TP    | Stadio Paolo Marino              | 5.000    | -         |
| Alcamo                    | TP    | ‘’’Stadio Lelio catella ’’’      | 4.988    | 2002      |
| Agrigento                 | AG    | Stadio Esseneto                  | 4.500    | 1952      |
| Ragusa                    | RG    | Stadio Aldo Campo                | 4.500    | 1972      |
| Paternò                   | CT    | Velodromo Salinelle (*)          | 4.500    | 2003 (**) |
| Mazara del Vallo          | TP    | Stadio Nino Vaccara              | 4.266    | 1977      |
| Gela                      | CL    | Stadio Vincenzo Presti           | 4.200    | 1930      |
| Paternò                   | CT    | Stadio Falcone-Borsellino        | 4.000    | 2000      |
| Favara                    | AG    | Stadio Giovanni Bruccoleri       | 3.500    | 1971      |
| Acireale                  | CT    | Stadio comunale                  | 4.700    | 1920      |
| Bagheria                  | PA    | Stadio comunale                  | 3.000    | -         |
| Caltagirone               | CT    | Stadio comunale Agesilao Greco   | 3.000    | -         |
| Modica                    | RG    | Stadio Pietro Scollo             | 2.500    | 2000      |
| Patti                     | ME    | Stadio Gepy Faranda              | 2.000    | 1970      |
| Lentini                   | SR    | Stadio Angelino Nobile           | 2.500    | 1962      |
| Enna                      | EN    | Stadio Generale Gaeta            | 2.000    | 1932      |
| Canicattì                 | AG    | Stadio Carlotta Bordonaro        | 3.000    | -         |
| Palazzolo Acreide         | SR    | Stadio Scrofani Salustro         | 1.800    | 2006      |
| Palermo                   | PA    | Stadio Vito Schifani             | 1.500    | -         |

- (*) Non attivo
- (**) Anno della ristrutturazione dell'impianto

### Palasport
| Città                     | Prov. | Nome                            | Capienza | Capienza Max | Anno |
| ------------------------- | ----- | ------------------------------- | -------- | ------------ | ---- |
| Acireale                  | CT    | PalaTupparello                  | 8500     | 8500         | 1990 |
| Catania                   | CT    | PalaNesima                      | 6500     | 6500         | 2003 |
| Palermo                   | PA    | PalaOlimpo                      | 5000     | 6000         | 1997 |
| Caltanissetta             | CL    | PalaCarelli                     | 5000     | 6000         | 1999 |
| Trapani                   | TP    | PalaIlio                        | 4575     | 6000         | 1994 |
| Messina                   | ME    | PalaRescifina                   | 4000     | 5500         | 2000 |
| Catania                   | CT    | PalaCatania                     | 4500     | 4500         | 1997 |
| Priolo Gargallo           | SR    | PalaAcer (ex PalaEnichem)       | 4500     | 4500         | 1988 |
| Marsala                   | TP    | PalaSanCarlo                    | 4500     | 4500         | 1992 |
| Cefalù                    | PA    | Palazzetto Marzio Tricoli       | 4000     | 4000         | 2011 |
| Trapani                   | TP    | Palagranata (*)                 | 4000     | 4800         | 1987 |
| Ragusa                    | RG    | PalaMinardi                     | 3800     | 3800         | 1998 |
| Capo d'Orlando            | ME    | PalaFantozzi                    | 3613     | 3613         | 2001 |
| Favara                    | AG    | PalaGiglia                      | 3500     | 3500         | 2001 |
| Siracusa                  | SR    | PalaLoBello                     | 2700     | 2700         | 1992 |
| Caltanissetta             | CL    | PalaCanizzaro                   | 2500     | 2600         |      |
| Gela                      | CL    | PalaLivatino                    | 2500     | 2500         | 2009 |
| Barcellona Pozzo di Gotto | ME    | PalAlberti                      | 3000     | 3000         | 1997 |
| Caltagirone               | CT    | PalaDivisa                      | 2600     | 2600         | 2011 |
| Bagheria                  | PA    | PalaDallaChiesa                 | 2000     | 2000         | 19?? |
| Ragusa                    | RG    | PalaPadua                       | 2000     | 2000         | 1986 |
| Messina                   | ME    | PalaTracuzzi                    | 2000     | 2000         | 1983 |
| Caltanissetta             | CL    | PalaChiarandà                   | 1650     | 1700         |      |
| Aci Castello              | CT    | PalaCannizzaro (o PalaLivatino) | 1550     | 1550         | 2002 |
| Gela                      | CL    | PalaCossiga                     | 1500     | 1500         | 2009 |
| Acireale                  | CT    | PalaVolcan                      | 1200     | 1500         | 2007 |
| Palermo                   | PA    | PalaUditore                     | 1000     | 3000         | 19?? |
| Canicattì                 | AG    | PalaSaetta-Livatino             | 1000     | 1100         | 2005 |
| Alcamo                    | TP    | PalaTreSanti                    | 1000     | 1000         | 1990 |
| Palermo                   | PA    | PalaDonBosco                    | 1000     | 1000         | 19?? |
| Mazara del Vallo          | TP    | Palasport                       | 1000     | 1000         | 1980 |
| Palermo                   | PA    | PalaCUS                         | 1000     | 1000         | 19?? |
| Giarre                    | CT    | PalaJungo                       | 1000     | 1000         | 1980 |
| Agrigento                 | AG    | Palanicosia (**)                | 935      | 935          | 19?? |
| Siracusa                  | SR    | Pallone Tensostatico (*)        | 600      | 600          | 1980 |
| Catania                   | CT    | PalaNitta                       | 600      | 600          | 19?? |
| Ragusa                    | RG    | Palestra Umberto I              | 600      | 600          | 1971 |
| Catania                   | CT    | PalaGalermo                     | 500      | 500          | 19?? |
| Caltagirone               | CT    | PalAutonomia                    | 500      | 500          | 19?? |
| Marsala                   | TP    | PalaBellina                     | 500      | 500          | 1980 |
| Enna                      | EN    | Palasport                       | 500      | 500          | 19?? |
| Patti                     | ME    | Case Nuove Russo                | 700      | ???          | 19?? |

- (*) Non in uso
- (**) in ristrutturazione

### Altri
- Diamante Fondo Patti (Palermo)
- Ippodromo della Favorita (Palermo)
- Ippodromo del Mediterraneo (Siracusa)
- Campo di Baseball "Warriors Field" Belpasso)

## Titoli nazionali vinti da squadre siciliane

I pallavolisti della Paoletti Catania campione d'Italia 1977-1978, che portarono alla Sicilia il primo scudetto in uno sport di squadra.

- 25   - Pallanuoto femminile:  Orizzonte Catania ('92, '93, '94, '95, '96, '97, '98, '99, '00, '01, '02, '03, '04, '05, '06, '08, '09, '10, '11, '19, '21, '22, '23, '24, '25).
- 10   - Canoa polo femminile:  Polisportiva Canottieri Catania ('11, '13, '14, '15, '16, '17, '18, '19, '21, '22).
- 9 - Badminton: Mediterranea Badminton Belmonte Mezzagno ('05, '06, '07, '08, '09, '10, '11, '12 , '13).
- 7 - Hockey su prato femminile:  Cus Catania ('90, '91, '92, '93, '94, '96, '14).
- 6 - Hockey su prato femminile indoor:  Cus Catania ('80, '85, '88, '91, '93, '97).
- 5 - Squash:  New Squash Club Catania ('16, '20, '21, '22, '24).
- 4 - Flag football femminile:  Pink Elephants Catania ('14, '17, '18, '21).
- 3 - Pallamano maschile:  Ortigia Siracusa ('87, '88, '89).
- 3 - Canoa polo maschile:  KST Siracusa ('13, '14 , '15).
- 3 - Beach soccer maschile:  Catania Beach Soccer ('08, '18, '24).
- 3 - Canoa polo femminile 3x3:   Polisportiva Canottieri Catania ('16, '17, '18).
- 2 - Pallacanestro femminile:  Trogylos Priolo ('89, '00).
- 2 - Tennistavolo femminile:  Emaia Vittoria ('90, '91).
- 2 - Tennistavolo maschile:  Top Spin Messina ('19, '22).
- 2 - Pallamano femminile:  De Gasperi Enna ('99 e '02).
- 2 - Calcio a 5 maschile:  Meta Catania Calcio a 5  ('24, '25).
- 2 - Cricket femminile:  Cirnechi Catania ('01, '02).
- 2 - Canoa polo maschile:  Polisportiva Canottieri Catania ('18, '23).
- 2 - Softball maschile:  Islanders Catania ('18, '19).
- 1 - Canoa polo maschile:  Canottieri Siracusa ('97).
- 1 - Canoa polo maschile:  Ghisamestieri Palermo ('00).
- 1 - Pallavolo maschile:  Paoletti Catania ('78).
- 1 - Calcio femminile:  Jolly Catania ('78).
- 1 - Pallavolo femminile:  Alidea Catania ('80).
- 1 - Canoa polo femminile:  CUS Catania ('99).
- 1 - Canoa polo femminile:  Polisportiva Nautica Katana/CK Academy ('07).
- 1 - Canoa polo femminile: Circolo Canoa Catania ('09).
- 1 - Canoa polo femminile: Canottieri Jonica Catania ('25).
- 1 - Atletica leggera femminile:  Cus Palermo ('95).
- 1 - Tennistavolo maschile:  Body Center Messina ('99).
- 1 - Tennistavolo maschile:  Città di Siracusa ('12).
- 1 - Pallamano femminile:  Eos Siracusa ('00).
- 1 - Cricket maschile indoor:  Romolo Murri Catania ('02).
- 1 - Baseball maschile:  Paternò Red Sox ('16).
- 1 - Tennis squadre maschile:  CT Vela Messina ('23).

## Titoli internazionali vinti da squadre siciliane
- Orizzonte CT - Pallanuoto - 8 Coppe dei Campioni, 1 Coppa LEN, 2 Supercoppa LEN.
- Polisportiva Canottieri Catania - Canoa polo femminile - 2 Coppe dei Campioni.
- Catania Beach Soccer - Beach soccer maschile - 1 Coppa dei Campioni (Euro Winners Cup).
- Trogylos Priolo - Pallacanestro - 1 Coppa dei Campioni.

## Titoli vinti da atleti siciliani

### Ciclismo
- Giovanni Visconti campione Italiano di ciclismo su strada Cat. Professionisti - anno 2007 (Genova) - 2010 (Treviso) - 2011 (Acicatena).
- Vincenzo Nibali vincitore della Vuelta a España 2010, del Giro d'Italia 2013, del Giro d'Italia 2016, del Giro di Lombardia 2015 e 2017, della Tirreno-Adriatico 2013, del Tour de France 2014, di due bronzi olimpici a cronometro cat. Juniores
- Guido Messina vincitore dei Campionati del mondo di ciclismo su Pista a Colonia nel 1954 (Inseguimento individuale professionisti), dei Campionati del mondo di ciclismo su Pista a Milano nel 1955 (Inseguimento individuale professionisti), dei Campionati del mondo di ciclismo su Pista a Copenaghen nel 1956 (Inseguimento individuale professionisti), e delle competizioni di ciclismo ai Giochi della XV Olimpiade a Helsinki nel 1952 (Inseguimento a squadre).

### Motociclismo e Automobilismo
- Antonio Cairoli campione mondiale motocross MX2 nel 2005 e 2007 e campione mondiale motocross MX1 nel 2009, 2010, 2011, 2012 e 2013 ed MXGP nel 2014 e 2017 nonché vincitore del Motocross delle Nazioni 2021.
- Nino Vaccarella vincitore 24 Ore di Le Mans 1964 e campione del mondo sport prototipi.
- Luigi Colajanni campione mondiale enduro vintage classe fino a 1976 alla Six Days of Enduro 2016 Navarra - Spagna
- Andrea Adamo campione del mondo MX2 2023
- Gabriele Minì campione italiano F4 2020; 2° posto Formula 3 2024
- Maurizio Loritto vincitore Trofeo del Mediterraneo 1978 classe 75cc e Campione Siciliano 1976 e 1978

### Nuoto
- Luca Marin, medaglia d'argento nel 2005 e medaglia di bronzo nel 2007 ai campionati del mondo 400 m misti nonché campione europeo in vasca corta e 14 volte oro ai campionati italiani.

### Atletica leggera
- Giuseppe Gibilisco campione del mondo di salto con l'asta nel 2003 e medaglia di bronzo alle Olimpiadi di Atene del 2004
- Annarita Sidoti campionessa del mondo di marcia nel 1997
- Salvatore Antibo medaglia d’argento alle Olimpiadi di Seul del 1988 è campione europeo nei 5.000 e 10.000 metri piani nel 1990
- Elide Riccobono, campionessa italiana di lancio del giavellotto (1964 e 1965)

### Pattinaggio
- Pippo Cantarella, 15 titoli mondiali e 27 europei nel periodo, 1963-1981
- Luca Presti, 5 titoli mondiali e 15 europei fra il 1998 ed il 2004
- Massimiliano Presti, 2 titoli mondiali ed 1 europeo, tutti nel 2003

### Scherma
- Francesco Gargano, 1 oro olimpico

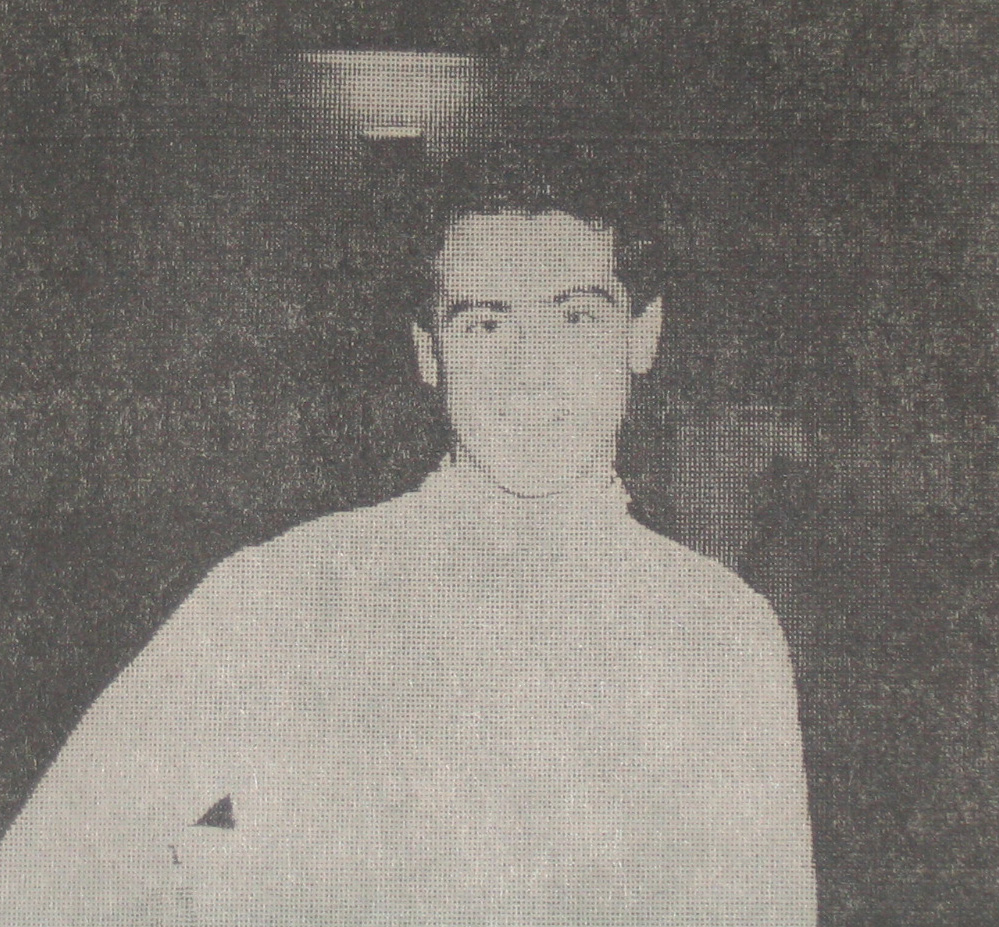
Angelo Arcidiacono, oro olimpico nella gara a squadre (1984), di cui faceva parte anche un altro siciliano, Giovanni Scalzo.

- Vincenzo Cuccia, 1 oro olimpico e 1 bronzo olimpico
- Angelo Arcidiacono, 1 oro olimpico, 1 argento olimpico, 1 bronzo olimpico, 1 argento e 2 bronzi mondiali, 1 oro e un argento alle Universiadi, 1 bronzo ai Campionati italiani
- Giovanni Scalzo, 1 oro olimpico, 1 argento olimpico, 2 bronzi olimpici, 2 argenti e 1 bronzo mondiali, 2 ori europei, 2 ori e 2 argenti alle Universiadi, 4 ori ai campionati italiani
- Rossella Fiamingo, 1 oro olimpico, 1 argento olimpico, 1 bronzo olimpico, 2 ori mondiali
- Daniele Garozzo, 1 oro olimpico, 2 ori mondiali (competizione a squadre), 1 oro europeo
- Alberta Santuccio, 1 oro olimpico, 1 bronzo olimpico
- Giorgio Avola, 1 oro olimpico, 3 ori mondiali (competizione a squadre), 4 ori europei (1 individuale, 3 a squadre)

## Principali società sportive

### Atletica
- Cus PA

Sal Catania (scuola di atletica leggera)

### Baseball
- Paternò Red Sox,  (Campioni d'Italia 2016 Serie A Federale)
- Paternò Dodgers,  (Campioni d'Italia 2010 Little League Under 12)
- Polisportiva Warriors Paternò, (dal 2001 al 2010 ha militato nella Italian Baseball League)
- Catania Baseball Project
- Palermo Baseball - Asd Fuoricampo
- UISP Zisa Palermo
- Scorpion Giarre
- CUS Catania Baseball
- CUS Messina Baseball
- Randazzese Baseball
- Swordfish Baseball Messina
- Sagittarius Paternò
- Aquila Bronte
- Ciclopi Bronte
- Athletics Palermo
- Giardini Naxos
- Modica
- Caltagirone
- Eagles Misterbianco

### Calcio da spiaggia
- Associazione Sportiva Catania Beach Soccer    (3 scudetti; 6 coppa Italia; 8 super coppa Italia; 1 Euro Winners Cup)
- Catania SSD (1 coppa Italia)
- Despar Calcio Catania

### Calcio
Il calcio è lo sport più seguito. Il primo derby nell'isola risale al 18 aprile 1901, giocato tra l'Anglo Palermitan Athletic e Messina Football Club, terminato 3-2 per i palermitani. Nel campionato 2006-2007, per la prima volta nella storia della Serie A (a girone unico), tre squadre siciliane (Palermo, Catania e Messina) hanno giocato tutte insieme nella massima serie (esse sono le uniche società isolane ad aver raggiunto, dapprima, tale categoria).
Il derby più sentito della Sicilia, in quell'anno, fu l'incontro tra Palermo e Catania, disputato dopo quasi mezzo secolo di assenza, ove in particolare, negli scontri nel dopo partita (nel match del girone di ritorno), avvenuti il 2 febbraio 2007, hanno portato alla morte del poliziotto Filippo Raciti.

VITTORIE TITOLI NAZIONALI:
- Coppa Italia Serie C :
1978-79: Siracusa Calcio 1924
1992-93: Palermo Football Club
2023-24: Catania Football Club
- Coppa Italia Serie D:
2023-24: Football Club Trapani 1905
- Coppa Italia Dilettanti:
1995-96: Alba Alcamo 1928
1999-00: Orlandina
2023-24: Paternò Calcio

#### Principali società calcistiche per presenze nelle leghe maggiori
| #   | Società               | I livello | II livello | III livello | IV livello | Totale | Stagione 2025-2026                   |
| --- | --------------------- | --------- | ---------- | ----------- | ---------- | ------ | ------------------------------------ |
| 1ª  | Palermo               | 29        | 49         | 14          | 2          | 94     | Serie B                              |
| 2ª  | Catania               | 17        | 34         | 34          | 6          | 91     | Serie C – girone C                   |
| 3ª  | Messina               | 5         | 33         | 33          | 14         | 85     | Serie D – girone I                   |
| 4ª  | Siracusa              | -         | 7          | 51          | 16         | 74     | Serie C – girone C                   |
| 5ª  | Trapani               | -         | 5          | 30          | 27         | 62     | Serie C – girone C                   |
| 6ª  | Acireale              | -         | 2          | 22          | 30         | 54     | Serie D – girone I                   |
| 7ª  | Licata                | -         | 2          | 5           | 11         | 18     | Eccellenza – girone A                |
| 8ª  | Marsala               | -         | -          | 21          | 24         | 45     | Eccellenza – girone A                |
| 9ª  | Akragas               | -         | -          | 14          | 17         | 31     | Promozione – girone C                |
| 10ª | Nissa                 | -         | -          | 8           | 14         | 22     | Serie D – girone I                   |
| 11ª | Atletico Catania      | -         | -          | 7           | 1          | 8      | Prima Categoria – girone F           |
| 12ª | Giarre                | -         | -          | 6           | 3          | 9      | Eccellenza – girone B                |
| 13ª | Sicula Leonzio        | -         | -          | 5           | 17         | 22     | Eccellenza – girone B                |
| 14ª | Termitana             | -         | -          | 5           | 8          | 13     | non attivo                           |
| 15ª | Igea Virtus           | -         | -          | 4           | 30         | 34     | Serie D – girone I                   |
| 16ª | Enna                  | -         | -          | 2           | 27         | 29     | Serie D – girone I                   |
| 17ª | Paternò               | -         | -          | 2           | 19         | 21     | Serie D – girone I                   |
| 18ª | Gela                  | -         | -          | 2           | 16         | 18     | Serie D – girone I                   |
| 19ª | Alcamo                | -         | -          | 2           | 12         | 14     | Promozione – girone A                |
| 20ª | Ragusa                | -         | -          | 1           | 23         | 24     | Serie D – girone I                   |
| 21ª | Canicattì             | -         | -          | 1           | 12         | 13     | non attivo                           |
| 22ª | Vittoria              | -         | -          | 1           | 9          | 10     | Eccellenza – girone B                |
| 23ª | Noto                  | -         | -          | 1           | 9          | 10     | Promozione – girone D                |
| 24ª | Megara Augusta        | -         | -          | 1           | 8          | 9      | Promozione – girone D                |
| 25ª | Caltagirone           | -         | -          | -           | 22         | 22     | Prima Categoria – girone F           |
| 26ª | Folgore Selinunte     | -         | -          | -           | 15         | 15     | Eccellenza – girone A                |
| 27ª | Bagheria              | -         | -          | -           | 13         | 13     | Eccellenza – girone A                |
| 28ª | Mazara                | -         | -          | -           | 10         | 10     | Promozione – girone A                |
| 29ª | Milazzo               | -         | -          | -           | 9          | 9      | Serie D – girone I                   |
| 30ª | Modica                | -         | -          | -           | 8          | 8      | Eccellenza – girone B                |
| 31ª | Sancataldese          | -         | -          | -           | 6          | 6      | Serie D – girone I                   |
| 32ª | U.S. Spadaforese      | -         | -          | -           | 6          | 6      | non attivo                           |
| 33ª | Troina                | -         | -          | -           | 5          | 5      | Prima Categoria – girone E           |
| 34ª | Floridia              | -         | -          | -           | 5          | 5      | non attivo                           |
| 35ª | Sant'Agata            | -         | -          | -           | 4          | 4      | Serie D – girone I                   |
| 36ª | Sciacca               | -         | -          | -           | 4          | 4      | Eccellenza – girone A                |
| 37ª | Biancavilla           | -         | -          | -           | 3          | 3      | Prima Categoria – girone E           |
| 38ª | Taormina              | -         | -          | -           | 3          | 3      | Promozione – girone C                |
| 39ª | Avola                 | -         | -          | -           | 3          | 3      | Eccellenza – girone B                |
| 40ª | Salemi                | -         | -          | -           | 3          | 3      | Prima Categoria – Girone A           |
| 41ª | Pattese               | -         | -          | -           | 3          | 3      | Promozione – girone B                |
| 42ª | Due Torri             | -         | -          | -           | 3          | 3      | non attivo                           |
| 43ª | Leonfortese           | -         | -          | -           | 2          | 2      | Eccellenza – girone B                |
| 44ª | Scicli                | -         | -          | -           | 2          | 2      | Promozione – girone D                |
| 45ª | Naxos                 | -         | -          | -           | 2          | 2      | Prima Categoria – girone D           |
| 46ª | Adrano                | -         | -          | -           | 2          | 2      | Terza Categoria – Girone A - Catania |
| 47ª | Marina di Ragusa      | -         | -          | -           | 2          | 2      | non attivo                           |
| 48ª | AMAT Palermo          | -         | -          | -           | 2          | 2      | non attivo                           |
| 49ª | Castrum Favara        | -         | -          | -           | 2          | 2      | Serie D – girone I                   |
| 50ª | Athletic Club Palermo | -         | -          | -           | 1          | 1      | Serie D – girone I                   |
| 51ª | Palazzolo             | -         | -          | -           | 1          | 1      | Eccellenza – girone B                |
| 52ª | Stefanese             | -         | -          | -           | 1          | 1      | non attivo                           |
| 53ª | Empedoclina           | -         | -          | -           | 1          | 1      | Prima Categoria – Girone B           |
| 54ª | Riposto               | -         | -          | -           | 1          | 1      | Promozione – girone C                |
| 55ª | Riesina               | -         | -          | -           | 1          | 1      | Prima Categoria – girone F           |
| 56ª | Orlandina             | -         | -          | -           | 1          | 1      | Promozione – girone B                |
| 57ª | Scordia               | -         | -          | -           | 1          | 1      | Promozione – girone D                |
| 58ª | Paceco                | -         | -          | -           | 1          | 1      | non attivo                           |
| 59ª | Tiger Brolo           | -         | -          | -           | 1          | 1      | non attivo                           |
| 60ª | Dattilo Noir          | -         | -          | -           | 1          | 1      | non attivo                           |

#### Nazionale Campionato Italiano I livello
Palermo  Catania  Messina

#### Nazionale Campionato Italiano II livello
- US Catanese
- U.S. Alba di Palermo
- C.S. Alpino di Palermo
- U.S. Leoni di Palermo
- U.S. Trinacria di Palermo
- S.C. Nauting di Termini Imerense
- Peloro
- Juventus Catania
- S.C. Stadium di Palermo
- U.S. Edera di Palermo
- U.S. Indomita di Palermo

#### Nazionale Campionato Italiano III livello
- S.S. Aurora
- S.S. Duillio
- S.S. Internazionale
- S.S. Libertas
- U.S. Sant’Agata di Sant'Agata di Militello
- Vigor di Palermo
- U.S. Trinacria di Messina
- Olimpia di Palermo
- Juventus Trapani
- S.S. Acireale
- Agrigento
- Juventina Palermo
- Aviosicula Palermo
- VV. FF. Palermo
- Catanese Elefante
- Gazzi
- Virtus Catania
- Comunale
- Giostra Messina
- Arsenale Messina
- Fincantieri Palermo
- Massiminiana

#### Nazionale Campionato Italiano IV livello
- Conca d'Oro di Palermo
- Stella Savoia di Palermo
- Gruppi Universitari Fascisti di Palermo
- Dop. Ferroviario Messina
- Dop. Portuale Palermo
- A.C. Gloria Palermo
- Dop. Ferroviario Caltanissetta
- Barcellonese
- F.C. Littorio di Sant'Agata di Militello
- S.S. Annunziata di Messina
- Dop. Ferroviario Catania
- Dop. Portuale Catania
- A.S. Dop. Enna
- F.G.C. Messina
- Pirandello Palermo
- A.C. Frecce Nere Messina
- Luigi Boer Messina
- U.S.F. Santa Lucia Siracusa
- A.C. Solunto Santa Flavia (PA)
- Pol. Palermitana Palermo
- A.S. Etna Catania
- Audace Monreale di Monreale (PA)
- U.S. Corda Frates di Termini Imerese (PA)
- S.S. Corda Fratres di Messina
- Giostra
- Messinese
- Rinascita Giostra
- C.S. S.A.T.S. Messina
- Fulgor di Santa Teresa di Riva (ME)
- Galmil
- Virtus Messina
- Aviosicula Catania
- La Goliardica
- Ibla Paternò
- B.O.A.C. Messina
- Juventina Gela
- Terranova Gela
- FC Messina
- SSD Marsala

#### Nazionale Campionato Italiano V livello
- Acicatena
- Aci Sant'Antonio
- AS Messina
- Barcellona
- Belpasso
- Campobello di Mazara
- Castiglione
- Cephaledium
- Comiso
- Gangi
- Gattopardo
- Gravina
- Mascalucia
- Menfi
- Niscemi
- Palermolympia
- Panormus
- Partinicaudace
- Pro Favara
- Pro Trapani
- Ribera
- Villafranca

#### Calcio femminile
- Palermo Women
- Calcio Femminile Jolly Catania (attiva dal 1972 al 1979)
- Catania SSD (dipartimento femminile)
- A.S.F.D. Aquile Bagheria (attiva fino al 2013)

#### Calcio a 5
- Meta Catania Calcio a 5   (serie A)
- Megara Augusta
- Città di Melilli C5 (Serie A2 Élite)
- Acireale (Serie B)
- Regalbuto (Serie A2 Élite)
- Messina Futsal (Serie A2)
- Atletico Canicattì 5 (Serie A2)
- Città di Palermo C5 (Serie A2)
- Mascalucia (Serie A2)
- Folgore Selinunte
- Pro Gela

Vittorie in competizioni nazionali
Coppa Italia di Serie B (calcio a 5) : 3
- 2004-05: Pro Scicli
- 2016-17: Maritime Augusta
- 2023-24: Futsal Mazara
Coppa Italia di Serie A2 (calcio a 5) : 1
- 2017-18: Maritime Augusta

### Canoa polo
- KST Siracusa
- Ghisamestieri Palermo
- Canottieri Siracusa
- Canoa Club Arenella
- C.N.Marina S.Nicola
- Polisportiva Nautica Katana
- Canoa Polo Ortigia
- Jomar Club
- Polisportiva Canottieri Catania

### Canottaggio
- Società Canottieri Trinacria Palermo
- Canottieri Siracusa
- A.C.Unione Siciliana Catania

### Cricket

#### Cricket maschile
- Romolo Murri Catania (indoor)

#### Cricket femminile
- Polisportiva Cirnechi Catania

### Football americano

#### Squadre maschili
- Elephants Catania
- Eagles United Palermo
- Sharks Palermo
- Cardinals Palermo
- Squadre non attive:
- Kaimani Erice (fondata nel 1989, sciolta nel 1993, ha militato nella serie B e nella serie A[24])
- Corsari Palermo (fondata nel 1999 sciolta nel 2008, ha militato nella serie A1[24])
- Blackstars Bagheria (fondata nel 1986, dal 1988 a Palermo, sciolta nel 2001, ha militato nella serie A[24])
- GreenSerr Vittoria (fondata nel 1989 sciolta nel 1990, ha militato nella serie B[24])
- Neptunes Messina (fondata nel 2002, sciolta nel 2004[24])

#### Squadre femminili
- Pink Elephants Catania
- Morrigans Palermo
- Lionesses Trabia

### Hockey in-line
- Milazzo Genius
- A.S. Phoenix Palermo
- Wild Boys Noto
- Catania Flames
- Hockey Kings Messina

### Hockey su prato
- CUS Catania Hockey
- CUS Messina Hockey

### Pallacanestro
Fino agli anni novanta, solo GUF Palermo (escluso durante il campionato 1942-1943), Giglio Bianco Catania (eliminatorie del campionato 1945-1946) e S.C. Palermo (1946-1947) avevano disputato la massima serie di pallacanestro maschile. La crescita della Pallacanestro Trapani è culminata in un campionato di Serie A1 nel 1991-1992; quella della Pallacanestro Messina (ex Cestistica Barcellona) con una stagione nel 2003-2004. Infine, l'Orlandina Basket ha disputato tre stagioni di fila tra il 2004-2005 e il 2006-2007; poi ne ha disputate altre quattro fino al 2017-2018.
La prima società femminile a disputare la massima serie è stata la Maurolico Messina negli anni cinquanta, per due stagioni. In seguito le Frecce Azzurre Palermo e il Verga Palermo hanno disputato complessivamente cinque stagioni. Dagli anni ottanta al 2013-2014, la Libertas Trogylos Basket di Priolo Gargallo disputa ininterrottamente la Serie A1 e ha vinto due scudetti e una Coppa dei Campioni. Lo Sport Club Alcamo ha invece disputato la finale di Coppa Ronchetti. Contemporaneamente hanno fatto alcune apparizioni Rescifina Messina, PCR Messina, Libertas Termini, Pallacanestro Ribera e Basket Alcamo. Dal 2013-2014, la Virtus Eirene Ragusa disputa la massima serie.
Nella stagione 2024-25, dopo 32 anni, il Trapani Shark ritorna nella massima serie, terminando la stagione al 2° posto in classifica, arrivando anche in semifinale del Play-off scudetto, sconfitta da Brescia. Grazie a questa magnifica stagione, Trapani giocherà per la prima volta nella sua storia un campionato europeo, la Basketball Champions League.

#### Squadre maschili
Squadre maschili per presenze nelle leghe maggiori
| #  | Società              | I | II | Tot. | Stagione 2023-2024 |
| -- | -------------------- | - | -- | ---- | ------------------ |
| 1ª | Orlandina            | 7 | 10 | 17   | Serie B            |
| 2ª | Trapani Shark        | 2 | 18 | 20   | Serie A            |
| 3ª | Pall. Messina        | 1 | 3  | 4    | non attiva         |
| 4ª | Virtus Ragusa        | - | 10 | 10   | Serie B            |
| 5ª | Fortitudo Agrigento  | - | 8  | 8    | Serie B            |
| 5ª | Barcellona           | - | 7  | 7    | Serie B int.       |
| 7ª | Polisportiva Aretusa | - | 4  | 4    | Serie D reg.       |
| 8ª | Grifone Catania      | - | 3  | 3    | non attiva         |
| 9ª | Pall. Marsala        | - | 1  | 1    | Serie D reg.       |
| 9ª | Gad Etna Catania     | - | 1  | 1    | non attiva         |

#### Squadre femminili
Squadre femminili per presenze nelle leghe maggiori.
| #   | Società           | I  | Tot. | Stagione 2020-2021 |
| --- | ----------------- | -- | ---- | ------------------ |
| 1ª  | Trogylos Priolo   | 28 | 28   | Serie C            |
| 2ª  | Eirene Ragusa     | 8  | 8    | Serie A1           |
| 3ª  | P.C.R. Messina    | 7  | 7    | giovanili          |
| 4ª  | SC Alcamo         | 6  | 6    | non attiva         |
| 4ª  | Rescifina Messina | 6  | 6    | Serie C            |
| 4ª  | Pall. Ribera      | 6  | 6    | non attiva         |
| 7ª  | Verga Palermo     | 4  | 4    | non attiva         |
| 8ª  | Libertas Termini  | 3  | 3    | non attiva         |
| 9ª  | Maurolico Messina | 2  | 2    | non attiva         |
| 9ª  | F.A. Palermo      | 2  | 2    | non attiva         |
| 11ª | Alcamo            | 1  | 1    | non attiva         |

#### Elenco per categoria
| Categoria                                                                                     | Società sportiva |
| --------------------------------------------------------------------------------------------- | --- |
| Primo livello (Serie A, Elette, Serie A1)                                                     | GUF Palermo, Giglio Bianco Catania, Palermo SC, Pallacanestro Trapani, Pallacanestro Messina, Orlandina Basket |
| Secondo livello (Prima Divisione, Serie B, Serie A, Serie A2, Legadue)                        | GUF Messina, GUF Catania, GUF Agrigento, Cestistica Messina, Grifone Catania, Cestistica Palermitana, Virtus Ragusa, US Palermo, Rosmini Trapani, Fides Messina, Cestistica Barcellona, Pallacanestro Marsala, Basket Trapani, Igea Basket Barcellona |
| Terzo livello (Seconda Divisione, Serie C, Serie B, Serie B d'Eccellenza, Serie A Dilettanti) | Aquila Palermo, Società Sportiva Catania, Pallacanestro Giarre, CSI Ragusa, Goliardica Palermo, Polisportiva Messina, Cestistica Agrigento, Polisportiva Aretusa, Libertas Messina, Hiblea Ragusa, CUS Catania, Cocuzza San Filippo del Mela, Cestistica Trapani, Sporting Club Messina, Virtus Trapani, Amatori Ragusa, Mosaici Piazza Armerina, Nizza di Sicilia, Canottieri Castellammare del Golfo, Diana Comiso, Basket Club Paternò, Edera Trapani, Sport Club Catania, Gad Etna Catania, Amatori Messina, Basket Cefalù, Basket Patti, Pallacanestro Ribera/Pallacanestro Ares Palermo, Fortitudo Agrigento |

N.B. : la cronologia elenca le società in corrispondenza della massima serie raggiunta.

#### Cronistoria
| 2009-2010    | Pallacanestro maschile                                      | 2009-2010 | Pallacanestro femminile                                                   |
| ------------ | ----------------------------------------------------------- | --------- | ------------------------------------------------------------------------- |
| Serie A      | -                                                           | Serie A1  | Libertas Trogylos Basket                                                  |
| Legadue      | -                                                           | Serie A2  | Basket Alcamo, Virtus Eirene Ragusa                                       |
| Serie A Dil. | Fortitudo Agrigento, Igea Basket Barcellona, Basket Trapani | Serie B1  | Rainbow Catania, Basket Himera, Verga Palermo, Giuseppe Rescifina Messina |
| Serie B Dil. | Basket Club Siracusa, Basket Patti, Pallacanestro Catania   | Serie B2  | Cestistica Ragusa                                                         |

| 2008-2009    | Pallacanestro maschile                                               | 2008-2009 | Pallacanestro femminile                                             |
| ------------ | -------------------------------------------------------------------- | --------- | ------------------------------------------------------------------- |
| Serie A      | -                                                                    | Serie A1  | Libertas Trogylos Basket, Pallacanestro Ribera                      |
| Legadue      | -                                                                    | Serie A2  | Basket Alcamo                                                       |
| Serie A Dil. | Igea Basket Barcellona, Basket Trapani                               | Serie B1  | Rainbow Catania, Basket Himera, Verga Palermo, Virtus Eirene Ragusa |
| Serie B Dil. | Fortitudo Agrigento, Pallacanestro Catania, Gaudium Basket Canicattì | Serie B2  | Giuseppe Rescifina Messina, Cestistica Ragusa                       |

| 2007-2008 | Pallacanestro maschile                               | 2007-2008 | Pallacanestro femminile |
| --------- | ---------------------------------------------------- | --------- | --- |
| Serie A   | Orlandina Basket                                     | Serie A1  | Libertas Trogylos Basket, Pallacanestro Ribera                                                                                                 |
| Legadue   | -                                                    | Serie A2  | Basket Alcamo |
| Serie B1  | Basket Patti, Basket Trapani                         | Serie B1  | Rainbow Catania, Basket Himera, Verga Palermo, Cestistica Ragusa, Virtus Eirene Ragusa, Giuseppe Rescifina Messina, Pall. San Filippo del Mela |
| Serie B2  | Gaudium Basket Canicattì, Pallacanestro Ares Palermo | Serie B2  | ? |

| 2006-2007 | Pallacanestro maschile                                         | 2006-2007 | Pallacanestro femminile |
| --------- | -------------------------------------------------------------- | --------- | --- |
| Serie A   | Orlandina Basket                                               | Serie A1  | Libertas Trogylos Basket, Pallacanestro Ribera                                                                                     |
| Legadue   | -                                                              | Serie A2  | Basket Alcamo |
| Serie B1  | Basket Patti, Pallacanestro Ares Palermo, Basket Trapani       | Serie B1  | Rainbow Catania, Basket Himera, Verga Palermo, Cestistica Ragusa, aprile Augusta, Futura Licata, L'Umanità Castellammare del Golfo |
| Serie B2  | Virtus Catania, Gaudium Basket Canicattì, Virtus Ragusa (rit.) | Serie B2  | Giuseppe Rescifina Messina |

| 2005-2006 | Pallacanestro maschile                            | 2005-2006 | Pallacanestro femminile                        |
| --------- | ------------------------------------------------- | --------- | ---------------------------------------------- |
| Serie A   | Orlandina Basket                                  | Serie A1  | Libertas Trogylos Basket, Pallacanestro Ribera |
| Legadue   | Basket Trapani                                    | Serie A2  | Basket Alcamo, Cestistica Ragusa               |
| Serie B1  | Basket Patti, Pallacanestro Ribera, Virtus Ragusa | Serie B1  | Rainbow Catania                                |
| Serie B2  | Virtus Catania, Gaudium Basket Canicattì          | Serie B2  | Giuseppe Rescifina Messina                     |

| 2004-2005 | Pallacanestro maschile                              | 2004-2005 | Pallacanestro femminile                        |
| --------- | --------------------------------------------------- | --------- | ---------------------------------------------- |
| Serie A   | -                                                   | Serie A1  | Libertas Trogylos Basket, Pallacanestro Ribera |
| Legadue   | Orlandina Basket, Basket Trapani                    | Serie A2  | Basket Alcamo                                  |
| Serie B1  | Basket Patti, Virtus Ragusa                         | Serie B1  | ?                                              |
| Serie B2  | Virtus Catania, Basket Cefalù, Pallacanestro Ribera | Serie B2  | Rainbow Catania                                |

| 2003-2004 | Pallacanestro maschile                         | 2003-2004 | Pallacanestro femminile                        |
| --------- | ---------------------------------------------- | --------- | ---------------------------------------------- |
| Serie A   | Pallacanestro Messina                          | Serie A1  | Libertas Trogylos Basket, Pallacanestro Ribera |
| Legadue   | Virtus Ragusa                                  | Serie A2  | Palmares Catania                               |
| Serie B1  | Basket Patti, Orlandina Basket, Basket Trapani | Serie B1  | Sport Club Alcamo                              |
| Serie B2  | Virtus Catania                                 | Serie B2  | ?                                              |

| 2002-2003 | Pallacanestro maschile                                 | 2002-2003 | Pallacanestro femminile                 |
| --------- | ------------------------------------------------------ | --------- | --------------------------------------- |
| Serie A   | -                                                      | Serie A1  | Libertas Trogylos Basket, Basket Himera |
| Legadue   | Virtus Ragusa, Orlandina Basket, Pallacanestro Messina | Serie A2  | Palmares Catania, Sport Club Alcamo     |
| Serie B1  | Basket Patti, Basket Trapani                           | Serie B1  | ?                                       |
| Serie B2  | ?                                                      | Serie B2  | ?                                       |

| 2001-2002 | Pallacanestro maschile                                 | 2001-2002 | Pallacanestro femminile                                                     |
| --------- | ------------------------------------------------------ | --------- | --------------------------------------------------------------------------- |
| Serie A   | -                                                      | Serie A1  | Libertas Trogylos Basket, Giuseppe Rescifina Messina, Basket Himera         |
| Legadue   | Virtus Ragusa, Orlandina Basket, Pallacanestro Messina | Serie A2  | Palmares Catania, Sport Club Alcamo, Giuseppe Rescifina Messina, ILG Alcamo |
| Serie B1  | Basket Cefalù, Basket Patti, Basket Trapani            | Serie B1  | ?                                                                           |
| Serie B2  | ?                                                      | Serie B2  | ?                                                                           |

| 2000-2001 | Pallacanestro maschile                          | 2000-2001 | Pallacanestro femminile                                                          |
| --------- | ----------------------------------------------- | --------- | -------------------------------------------------------------------------------- |
| Serie A1  | -                                               | Serie A1  | Libertas Trogylos Basket, Giuseppe Rescifina Messina, Basket Himera, Pcr Messina |
| Serie A2  | Virtus Ragusa, Pallacanestro Messina            | Serie A2  | Sport Club Alcamo, Olimpia Patti                                                 |
| Serie B1  | Basket Cefalù, Orlandina Basket, Basket Trapani | Serie B1  | ?                                                                                |
| Serie B2  | Cus Catania, Basket Patti                       | Serie B2  | ?                                                                                |

| 1999-2000 | Pallacanestro maschile                                     | 1999-2000 | Pallacanestro femminile                                                               |
| --------- | ---------------------------------------------------------- | --------- | ------------------------------------------------------------------------------------- |
| Serie A1  | -                                                          | Serie A1  | Libertas Trogylos Basket , Sport Club Alcamo, Giuseppe Rescifina Messina, Pcr Messina |
| Serie A2  | Virtus Ragusa, Cestistica Barcellona                       | Serie A2  | Basket Himera, ILG Alcamo, Olimpia Patti                                              |
| Serie B1  | Basket Trapani                                             | Serie B1  | ?                                                                                     |
| Serie B2  | Cus Catania, Basket Cefalù, Orlandina Basket, Basket Patti | Serie B2  | ?                                                                                     |

| 1998-1999 | Pallacanestro maschile | 1998-1999 | Pallacanestro femminile |
| --------- | ---------------------- | --------- | --- |
| Serie A1  | -                      | Serie A1  | Libertas Trogylos Basket, Sport Club Alcamo, Giuseppe Rescifina Messina, Pcr Messina                                           |
| Serie A2  | Virtus Ragusa          | Serie A2  | Basket Himera, ILG Alcamo, Olimpia Patti, Kronos Catania, Cestistica Ragusa, Verga Palermo, MG Auto Palermo, Matteotti Palermo |
| Serie B1  | Cestistica Barcellona  | Serie B1  | ? |
| Serie B2  | Basket Trapani         | Serie B2  | ? |

| 1997-1998 | Pallacanestro maschile               | 1997-1998 | Pallacanestro femminile                                                              |
| --------- | ------------------------------------ | --------- | ------------------------------------------------------------------------------------ |
| Serie A1  | -                                    | Serie A1  | Libertas Trogylos Basket, Sport Club Alcamo, Giuseppe Rescifina Messina, Pcr Messina |
| Serie A2  | -                                    | Serie A2  | ?                                                                                    |
| Serie B1  | Cestistica Barcellona, Virtus Ragusa | Serie B1  | ?                                                                                    |
| Serie B2  | Vis Nova Caltanissetta               | Serie B2  | ?                                                                                    |

| 1996-1997 | Pallacanestro maschile                                      | 1996-1997 | Pallacanestro femminile                                                              |
| --------- | ----------------------------------------------------------- | --------- | ------------------------------------------------------------------------------------ |
| Serie A1  | -                                                           | Serie A1  | Libertas Trogylos Basket, Sport Club Alcamo, Giuseppe Rescifina Messina, Pcr Messina |
| Serie A2  | -                                                           | Serie A2  | ?                                                                                    |
| Serie B1  | Cestistica Barcellona, Virtus Ragusa, Pallacanestro Trapani | Serie B1  | ?                                                                                    |
| Serie B2  | ?                                                           | Serie B2  | ?                                                                                    |

### Pallamano
Pallamano maschile
- Ortigia Siracusa
- Albatro Siracusa
- Pallamano Haenna
- Pallamano CUS Palermo
- Pallamano Alcamo
- Pallamano Girgenti
- Esperia Handball
- Handball Marsala
- A.S. Pallamano Messina
- S.S. Pallamano Acireale
- Handball Agrigento
- Vigili del Fuoco Siracusa
- S.S.D. Regalbuto
- A.S. Racalmuto Handball
- Handball Club Rosolini
- Hybla Mayor Avola
- Polisportiva Il Giovinetto
- ASD Nova Audax
- PGS Risurrezione
- ASD Aetna Mascalucia
- Pallamano Mascalucia

Pallamano femminile
- Eos Siracusa
- De Gasperi Enna
- HC Demoter Messana
- Polisport Siracusa
- Handball Erice
- Pentapoli Siracusa
- Scinà Palermo
- Handball Floridia
- Polisportiva Genius Barcellona
- Venus Marsala
- Licata Città di Mare
- G.S. Città di Regalbuto
- Hybla Mayor Avola
- PGS Risurrezione Catania
- Pallamano Acireale

### Pallanuoto
Pallanuoto maschile
- Ortigia
- Telimar Palermo
- Catania
- Muri Antichi
- Polisportiva Messina
- 7 Scogli Siracusa
- Rari Nantes Palermo 89
- Acicastello
- Waterpolo Palermo
- Polisportiva Acese Pallanuoto
- Polisportiva Pozzillo Acireale
- Pallanuoto Acicastello
- Pallanuoto Aquarius Trapani

Pallanuoto femminile
- Orizzonte CT (25 scudetti )

4 Coppa Italia 
8 Coppe Campioni 
1 Coppa Len 
2 Super Cappa Len).
- Ortigia - 2 coppe LEN
- Waterpolo Fontalba Messina
- Gifa Città di Palermo 2 coppe LEN
- Athlon 90 Palermo
- Gruppo Med Catania

### Pallavolo
Pallavolo maschile
- Volley Letojanni
- Top Volley Gela
- Catania
- Pgs Domenico Savio ASD Messina
- Volleyland Acicastello
- Pallavolo Messina
- Futura Unrra Casas Messina
- Pallavolo Trapani
- Volley Brolo

Non attive
- Paoletti Catania 1 -
- VT Agrigento
- Palermo 1 coppa cev / challenge cup

Pallavolo femminile
- Pallavolo Aragona
- Ardens Comiso
- Futura Unrra Casas Messina
- Messina Volley
- Akademia Sant'Anna Messina
- Marsala Volley
- Holimpia Siracusa Volley
- Orizzonti Tremestieri Etneo

Non attive
- Amazzoni Agrigento
- Alidea Catania 1 -
- Pallavolo Palermo
- Libertas Caltagirone
- Aurora Giarratana
- Pallavolo Letojanni

### Pattinaggio
- Unione Sportiva Galatea

### Rugby
Rugby maschile
- Amatori Catania
- San Gregorio
- CUS Catania
- Messina
- Palermo
- Catania Rugby 2009
- Briganti Librino Rugby
- A.S.D Misterbianco Rugby
- Fenice Belpasso
- ASD Agrigento Rugby
- A.S.D. Xiridia Rugby Club
- Ragusa
- Audax Ragusa Rugby
- Nissa Rugby
- Enna Rugby
- Logaritmo Messina Rugby
- Aquile del Tirreno Rugby Milazzo
- Syrako Rugby Club Siracusa

Rugby femminile
- CUS Messina rugby femminile

### Scherma
- Accademia Schermistica Palermitana
- Gruppo Schermistico Nisseno (Caltanissetta)

### Tennistavolo
- Città di Siracusa, tennistavolo maschile
- Body Center ME, tennistavolo maschile
- Top Spin Messina, tennistavolo maschile
- A.S. Club Pantera Rosa
- Emaia Vittoria, tennistavolo femminile
- CUS Catania, tennistavolo maschile

## Campioni olimpici
Per quanto riguarda i singoli atleti, hanno vinto nelle proprie specialità alle Olimpiadi:

### Oro
- Francesco Gargano (Anversa 1920, scherma - sciabola a squadre)
- Pietro Speciale (Anversa 1920, scherma - fioretto a squadre)
- Giovanni Canova (Anversa 1920, scherma - spada a squadre)
- Vincenzo Cuccia (Parigi 1924, scherma - sciabola a squadre)
- Guido Messina (Helsinki 1952, ciclismo – inseguimento a squadre)
- Angelo Arcidiacono (Los Angeles 1984, scherma - sciabola a squadre)
- Giovanni Scalzo (Los Angeles 1984, scherma - sciabola a squadre)
- Paolo Caldarella (Barcellona 1992, pallanuoto maschile)
- Sandro Campagna (Barcellona 1992, pallanuoto maschile)
- Orazio Fagone (OLIMPIADI INVERNALI di Lillehammer 1994, short track staffetta)
- Maurizio Randazzo (Atlanta 1996,  scherma - spada a squadre)
- Maurizio Randazzo (Sydney 2000, scherma - spada a squadre)
- Silvia Bosurgi (Atene 2004, pallanuoto femminile)
- Cinzia Ragusa (Atene 2004, pallanuoto femminile)
- Giusi Malato (Atene 2004, pallanuoto femminile)
- Maddalena Musumeci (Atene 2004, pallanuoto femminile)
- Giorgio Avola (Londra 2012, scherma - fioretto a squadre)
- Daniele Garozzo (Rio de Janeiro 2016, scherma - fioretto)
- Luigi Busà (Tokyo 2020, karate - 75 kg)
- Rossella Fiamingo (Parigi 2024, scherma - spada a squadre)
- Alberta Santuccio (Parigi 2024, scherma - spada a squadre)
- Myriam Sylla (Parigi 2024, pallavolo femminile)

### Argento
- Pietro Speciale (Stoccolma 1912, scherma - fioretto individuale)
- Emilio Salafia (Amsterdam 1928, scherma - sciabola a squadre)
- Emilio Salafia (Los Angeles 1932, scherma - sciabola a squadre)
- Arturo De Vecchi (Los Angeles 1932, scherma - sciabola a squadre)
- Ignazio Fabra (Helsinki 1952, lotta greco-romana)
- Ignazio Fabra (Melbourne 1956, lotta greco-romana)
- Francesco La Macchia (Roma 1960, canoa - C2 1000 m)
- Wladimiro Calarese (Tokyo 1964, scherma - sciabola a squadre)
- Wladimiro Calarese (Città del Messico 1968, scherma - sciabola a squadre)
- Angelo Arcidiacono (Montréal 1976, scherma - sciabola a squadre)
- Giovanni Scalzo (Mosca 1980, scherma - sciabola a squadre)
- Orazio Fagone (OLIMPIADI INVERNALI di Calgary 1988, short track staffetta)
- Salvatore Antibo (Seul 1988, 10.000 m)
- Valerio Vermiglio (Atene 2004, pallavolo maschile)
- Massimo Giacoppo (Londra 2012, pallanuoto maschile)
- Valentino Gallo (Londra 2012, pallanuoto maschile)
- Rossella Fiamingo (Rio de Janeiro 2016, scherma - spada)
- Marco Fichera (Rio de Janeiro 2016, scherma - spada a squadre)
- Enrico Garozzo (Rio de Janeiro 2016, scherma - spada a squadre)
- Paolo Pizzo (Rio de Janeiro 2016, scherma - spada a squadre)
- Rosaria Aiello (Rio de Janeiro 2016, pallanuoto femminile)
- Daniele Sottile (Rio de Janeiro 2016, pallavolo maschile)
- Daniele Garozzo (Tokyo 2020, scherma - fioretto)

### Bronzo
- Giovanni Canova (Parigi 1924, scherma - spada a squadre)
- Vincenzo Cuccia (Parigi 1924, scherma - sciabola a squadre)
- Wladimiro Calarese (Roma 1960, sciabola individuale)
- Wladimiro Calarese (Roma 1960, sciabola a squadre)
- Cosimo Ferro (Los Angeles 1984, scherma - spada a squadre)
- Giovanni Scalzo (Seul 1988, scherma - sciabola individuale)
- Giovanni Scalzo (Seul 1988, scherma - sciabola a squadre)
- Orazio Fagone (OLIMPIADI INVERNALI di Calgary 1988, short track 1500 m)
- Giovanni Calabrese (Sydney 2000, canottaggio)
- Giuseppe Gibilisco (Atene 2004, salto con l'asta)
- Antonio Scaduto (Pechino 2008, canottaggio K2 1000 m)
- Valentino Gallo (Rio de Janeiro 2016, pallanuoto maschile)
- Rossella Fiamingo (Tokyo 2020, scherma - spada a squadre)
- Alberta Santuccio (Tokyo 2020, scherma - spada a squadre)
- Antonino Pizzolato (Tokyo 2020, sollevamento pesi - 81 kg )
- Antonino Pizzolato (Parigi 2024, sollevamento pesi - 89 kg)

## Eventi internazionali
L'evento più importante in assoluto probabilmente è stata l'Universiade, ospitata nel 1997 tra Palermo, Catania, Messina e altri centri dell'isola. Per la prima volta nella sua storia, questa manifestazione si è tenuta in una regione anziché in una singola città.
L'evento internazionale motoristico che è stato per anni l'appuntamento fisso della Sicilia è stato il Gran Premio del Mediterraneo (Formula 1, Formula 2 e poi Formula 3000), all'autodromo di Pergusa, riaperto nel 2011.
Per quanto attiene l'atletica leggera, l'evento più conosciuto a livello internazionale è sicuramente il Trofeo Sant'Agata di corsa podistica su strada che si corre tutti gli anni il giorno 3 febbraio per le strade del centro di Catania. Nelle sue 47 edizioni, ha visto fra i partecipanti Stefano Baldini vincitore della maratona ai Giochi olimpici di Atene 2004.
Nel 1994 si è tenuto in Sicilia il Campionato del mondo di ciclismo su strada: Catania ospitò le prove a cronometro e Agrigento quelle in linea. A Palermo intanto furono disputate le prove del Campionato del mondo di ciclismo su pista.
Altri eventi di rilievo sono state le tre partite dei Mondiali di calcio Italia 1990, ospitate allo stadio La Favorita di Palermo (Paesi Bassi-Egitto 1-1; Irlanda-Egitto 0-0; Paesi Bassi-Irlanda 1-1).
Nel 1997 allo stadio La Favorita, si giocò la finale di ritorno della Supercoppa UEFA tra Juventus e Paris Saint-Germain, dove vinsero i bianconeri con il risultato di 3-1.
Nel 1998 Palermo e Messina hanno ospitato le partite del gruppo B del Campionato mondiale di baseball 1998.
Nel 2003 Catania è stata la sede dei Giochi Mondiali Militari e nel 2006 ha ospitato il Campionato Europeo di hockey su prato.
Nel 2005 e 2006 Trapani ha ospitato le regate Act 8 & 9 della Louis Vuitton Cup, gare preparatorie dell'America's Cup.
Catania è sede dei mondiali di scherma 2011. Da notare il medagliere azzurro da record e l'affermazione "casalinga" del catanese Paolo Pizzo.

## Premio "Atleti siciliani dell'anno"

Salvatore "Totò" Schillaci, Scarpa d'oro (capocannoniere) e Pallone d'oro (miglior giocatore) del.

Ogni anno l'USSI (Unione Stampa Sportiva Italiana) Sicilia assegna un premio agli sportivi siciliani che si sono particolarmente distinti nel corso dell'anno. Ecco l'Albo d'oro.
| Anno | Sede                   | Atleti                                                        | Atleta/i - Società                                           | Disciplina          | Motivazione                                                                     |
| ---- | ---------------------- | ------------------------------------------------------------- | ------------------------------------------------------------ | ------------------- | ------------------------------------------------------------------------------- |
| 2011 | Nicolosi               | 51º Atleti dell'anno "Candido Cannavò" stagione sportiva 2010 | Anna Incerti                                                 | Atletica leggera    | Medaglia di bronzo nella maratona agli europei di Barcellona                    |
| 2011 | Nicolosi               | 51º Atleti dell'anno "Candido Cannavò" stagione sportiva 2010 | Sandro Campagna                                              | Pallanuoto          | Allenatore della nazionale di pallanuoto                                        |
| 2011 | Nicolosi               | 51º Atleti dell'anno "Candido Cannavò" stagione sportiva 2010 | Antonino Pulvirenti                                          | Calcio              | Presidente del Catania                                                          |
| 2010 | Palermo                | 50º Atleti dell'anno "Candido Cannavò" stagione sportiva 2009 | Fabrizio Miccoli                                             | Calcio              | Premio Fair Play - Targa "Renzo Barbera"                                        |
| 2010 | Palermo                | 50º Atleti dell'anno "Candido Cannavò" stagione sportiva 2009 | Fabio Sciacca                                                | Calcio              | nazionale Under 20 vincitore dell'argento ai Giochi del Mediterraneo di Pescara |
| 2010 | Palermo                | 50º Atleti dell'anno "Candido Cannavò" stagione sportiva 2009 | Fabio Rubino                                                 | Rugby               | Presidente del Palermo Rugby promosso in Serie B                                |
| 2009 | Gioiosa Marea          | 49º Atleti dell'anno "Candido Cannavò" stagione sportiva 2008 | Antonio Scaduto                                              | Canoa               | Medaglia di bronzo nella specialità del K2 1000 m alle Olimpiadi di Pechino     |
| 2009 | Gioiosa Marea          | 49º Atleti dell'anno "Candido Cannavò" stagione sportiva 2008 | Giuseppe Mascara                                             | Calcio              | -                                                                               |
| 2009 | Gioiosa Marea          | 49º Atleti dell'anno "Candido Cannavò" stagione sportiva 2008 | Federica Cudia                                               | Tennistavolo        | Medaglia d'argento alle paralimpiadi di Pechino                                 |
| 2008 | Palermo (Ucciardone)   | 48º Atleti dell'anno stagione sportiva 2007                   | Leandro Rinaudo                                              | Calcio              | -                                                                               |
| 2008 | Palermo (Ucciardone)   | 48º Atleti dell'anno stagione sportiva 2007                   | Anita Pistone                                                | Atletica leggera    | Campionessa italiana dei 100 e 200 metri piani                                  |
| 2008 | Palermo (Ucciardone)   | 48º Atleti dell'anno stagione sportiva 2007                   | Giovanni Nicola Casale                                       | Judo                | -                                                                               |
| 2007 | Palermo                | 47º Atleti dell'anno stagione sportiva 2006                   | Marco Casagrande                                             | Surf                | Campione europeo classe Mistral                                                 |
| 2007 | Palermo                | 47º Atleti dell'anno stagione sportiva 2006                   | Pasquale Marino                                              | Calcio              | promozione del Catania in Serie A                                               |
| 2007 | Palermo                | 47º Atleti dell'anno stagione sportiva 2006                   | Ares Ribera                                                  | Basket              | vincitrice Coppa Italia                                                         |
| 2007 | Palermo                | 47º Atleti dell'anno stagione sportiva 2006                   | Giovanni Tedesco                                             | Calcio              | -                                                                               |
| 2006 | Cefalù                 | 46º Atleti dell'anno stagione sportiva 2005                   | Luca Valdesi                                                 | Karate              | Campione europeo di karate                                                      |
| 2006 | Cefalù                 | 46º Atleti dell'anno stagione sportiva 2005                   | Luca Marin                                                   | Nuoto               | Medaglia d'argento nei 400 misti ai Mondiali di nuoto                           |
| 2006 | Cefalù                 | 46º Atleti dell'anno stagione sportiva 2005                   | Salvatore Sullo                                              | Calcio              | Capitano del Messina Calcio                                                     |
| 2005 | Centuripe              | 45º Atleti dell'anno stagione sportiva 2004                   | Rossana Maiorca                                              | Apnea               | Atleti alla memoria                                                             |
| 2005 | Centuripe              | 45º Atleti dell'anno stagione sportiva 2004                   | Antonio Cairoli                                              | Motocross           | -                                                                               |
| 2005 | Centuripe              | 45º Atleti dell'anno stagione sportiva 2004                   | Silvia Bosurgi Cinzia Ragusa Giusy Malato Maddalena Musumeci | Pallanuoto          | Medaglie d'oro ad Atene 2004 nella pallanuoto femminile                         |
| 2004 | Misterbianco           | 44º Atleti dell'anno stagione sportiva 2003                   | Silvia La Barbera                                            | Atletica leggera    | Titolo europeo juniores a Tampere nei 5000 m.                                   |
| 2004 | Misterbianco           | 44º Atleti dell'anno stagione sportiva 2003                   | Valerio Vermiglio                                            | Volley              | Oro all'europeo 2003                                                            |
| 2004 | Misterbianco           | 44º Atleti dell'anno stagione sportiva 2003                   | Giuseppe Gibilisco                                           | Atletica leggera    | Campione del mondo nel salto con l'asta a Parigi 2003                           |
| 2003 | Salina                 | 43º Atleti dell'anno stagione sportiva 2002                   | Luca Presti                                                  | Pattinaggio         | -                                                                               |
| 2003 | Salina                 | 43º Atleti dell'anno stagione sportiva 2002                   | Vincenzo Nibali                                              | Ciclismo            | -                                                                               |
| 2003 | Salina                 | 43º Atleti dell'anno stagione sportiva 2002                   | Vincenza Calì                                                | Atletica leggera    | -                                                                               |
| 2003 | Salina                 | 43º Atleti dell'anno stagione sportiva 2002                   | Catania                                                      | Calcio              | -                                                                               |
| 2002 | Ragusa                 | 42º Atleti dell'anno stagione sportiva 2001                   | Luca Moncada                                                 | Canottaggio         | -                                                                               |
| 2002 | Ragusa                 | 42º Atleti dell'anno stagione sportiva 2001                   | Cristiana Conti                                              | Pallanuoto          | -                                                                               |
| 2002 | Ragusa                 | 42º Atleti dell'anno stagione sportiva 2001                   | Michele Orlando                                              | Pugilato            | -                                                                               |
| 2001 | Santa Maria di Licodia | 41º Atleti dell'anno stagione sportiva 2000                   | Francesco Coco                                               | Calcio              | -                                                                               |
| 2001 | Santa Maria di Licodia | 41º Atleti dell'anno stagione sportiva 2000                   | Salvatore Battaglia                                          | Pugilato            | -                                                                               |
| 2001 | Santa Maria di Licodia | 41º Atleti dell'anno stagione sportiva 2000                   | Andrea Lo Cicero                                             | Rugby               | -                                                                               |
| 2001 | Santa Maria di Licodia | 41º Atleti dell'anno stagione sportiva 2000                   | Federico Woodrow                                             | Canoa-polo          | -                                                                               |
| 2000 | Comiso                 | 40º Atleti dell'anno stagione sportiva 1999                   | Alessandro Cavallaro                                         | Atletica leggera    | -                                                                               |
| 2000 | Comiso                 | 40º Atleti dell'anno stagione sportiva 1999                   | Eva Giganti                                                  | Sollevamento pesi   | -                                                                               |
| 2000 | Comiso                 | 40º Atleti dell'anno stagione sportiva 1999                   | Michelangelo Crispi                                          | Canottaggio         | -                                                                               |
| 1999 | Capo d'Orlando         | 39º Atleti dell'anno stagione sportiva 1998                   | Erika Cutuli                                                 | Ginnastica ritmica  | -                                                                               |
| 1999 | Capo d'Orlando         | 39º Atleti dell'anno stagione sportiva 1998                   | Vincenzo Modica                                              | Atletica leggera    | -                                                                               |
| 1999 | Capo d'Orlando         | 39º Atleti dell'anno stagione sportiva 1998                   | Susanna Bonfiglio                                            | Basket              | -                                                                               |
| 1999 | Capo d'Orlando         | 39º Atleti dell'anno stagione sportiva 1998                   | Giuseppe Cassì                                               | Basket              | -                                                                               |
| 1999 | Capo d'Orlando         | 39º Atleti dell'anno stagione sportiva 1998                   | Marco Longo                                                  | Pallanuoto          | -                                                                               |
| 1998 | Ustica                 | 38º Atleti dell'anno stagione sportiva 1997                   | Rachid Berradi                                               | Atletica leggera    | -                                                                               |
| 1998 | Ustica                 | 38º Atleti dell'anno stagione sportiva 1997                   | Annarita Sidoti                                              | Atletica leggera    | -                                                                               |
| 1998 | Ustica                 | 38º Atleti dell'anno stagione sportiva 1997                   | Giovanni Calabrese                                           | Canottaggio         | -                                                                               |
| 1997 | Catania                | 37º Atleti dell'anno stagione sportiva 1996                   | Maurizio Randazzo                                            | Scherma             | -                                                                               |
| 1997 | Catania                | 37º Atleti dell'anno stagione sportiva 1996                   | Biagio Conte                                                 | Ciclismo            | -                                                                               |
| 1997 | Catania                | 37º Atleti dell'anno stagione sportiva 1996                   | Clelia Ailara                                                | Softball            | -                                                                               |
| 1997 | Catania                | 37º Atleti dell'anno stagione sportiva 1996                   | Massimo Presti                                               | Pallavolo           | -                                                                               |
| 1996 | Scicli                 | 36º Atleti dell'anno stagione sportiva 1995                   | Sonia Scalia                                                 | Hockey su prato     | -                                                                               |
| 1996 | Scicli                 | 36º Atleti dell'anno stagione sportiva 1995                   | Cristina Correnti                                            | Basket              | -                                                                               |
| 1996 | Scicli                 | 36º Atleti dell'anno stagione sportiva 1995                   | Maria Tranchina                                              | Atletica leggera    | -                                                                               |
| 1996 | Scicli                 | 36º Atleti dell'anno stagione sportiva 1995                   | Carlo Grande                                                 | Canottaggio         | -                                                                               |
| 1996 | Scicli                 | 36º Atleti dell'anno stagione sportiva 1995                   | Giuseppe Di Grande                                           | Ciclismo            | -                                                                               |
| 1995 | Maletto                | 35º Atleti dell'anno stagione sportiva 1994                   | Giusy Malato                                                 | Pallanuoto          | -                                                                               |
| 1995 | Maletto                | 35º Atleti dell'anno stagione sportiva 1994                   | Giovanni Lavaggi                                             | Automobilismo       | -                                                                               |
| 1995 | Maletto                | 35º Atleti dell'anno stagione sportiva 1994                   | Rosanna Saitta                                               | Hockey              | -                                                                               |
| 1994 | Grammichele            | 34º Atleti dell'anno stagione sportiva 1993                   | Francesco Bruni                                              | Vela                |                                                                                 |
| 1994 | Grammichele            | 34º Atleti dell'anno stagione sportiva 1993                   | Piermaria Siciliano                                          | Nuoto               | -                                                                               |
| 1994 | Grammichele            | 34º Atleti dell'anno stagione sportiva 1993                   | Orazio Sorbello                                              | Calcio              | -                                                                               |
| 1993 | Castelbuono            | 33º Atleti dell'anno stagione sportiva 1992                   | Riccardo Giordano                                            | Surf                | -                                                                               |
| 1993 | Castelbuono            | 33º Atleti dell'anno stagione sportiva 1992                   | Giuseppe Palumbo                                             | Ciclismo            | -                                                                               |
| 1993 | Castelbuono            | 33º Atleti dell'anno stagione sportiva 1992                   | Claudia Vinciguerra                                          | Pallanuoto          | -                                                                               |
| 1992 | Tremestieri Etneo      | 32º Atleti dell'anno stagione sportiva 1991                   | Anna Sapienza                                                | Hockey su prato     | -                                                                               |
| 1992 | Tremestieri Etneo      | 32º Atleti dell'anno stagione sportiva 1991                   | Giuseppe D'Urso                                              | Atletica leggera    | -                                                                               |
| 1992 | Tremestieri Etneo      | 32º Atleti dell'anno stagione sportiva 1991                   | Francesco Mannella                                           | Basket              | -                                                                               |
| 1992 | Tremestieri Etneo      | 32º Atleti dell'anno stagione sportiva 1991                   | Giacomo Modica                                               | Calcio              | -                                                                               |
| 1991 | Vizzini                | 31º Atleti dell'anno stagione sportiva 1990                   | Salvatore Schillaci                                          | Calcio              | -                                                                               |
| 1991 | Vizzini                | 31º Atleti dell'anno stagione sportiva 1990                   | Salvatore Antibo                                             | Atletica leggera    | -                                                                               |
| 1991 | Vizzini                | 31º Atleti dell'anno stagione sportiva 1990                   | Annarita Sidoti                                              | Atletica leggera    | -                                                                               |
| 1990 | Nicolosi               | 30º Atleti dell'anno stagione sportiva 1989                   | Ivan Lombardo                                                | Scherma             | -                                                                               |
| 1990 | Nicolosi               | 30º Atleti dell'anno stagione sportiva 1989                   | Giuseppe Caramanno                                           | Calcio              | -                                                                               |
| 1990 | Nicolosi               | 30º Atleti dell'anno stagione sportiva 1989                   | Agata Balsamo                                                | Atletica leggera    | -                                                                               |
| 1989 | Belpasso               | 29º Atleti dell'anno stagione sportiva 1988                   | Maria Cocuzza                                                | Ginnastica          | -                                                                               |
| 1989 | Belpasso               | 29º Atleti dell'anno stagione sportiva 1988                   | Giovanni Scarantino                                          | Pesi                | -                                                                               |
| 1989 | Belpasso               | 29º Atleti dell'anno stagione sportiva 1988                   | Ciccio La Rosa                                               | Calcio              | -                                                                               |
| 1988 | Agrigento              | 28º Atleti dell'anno stagione sportiva 1987                   | Giovanni Calabrese                                           | Canottaggio         | -                                                                               |
| 1988 | Agrigento              | 28º Atleti dell'anno stagione sportiva 1987                   | Rosario Fina                                                 |                     | -                                                                               |
| 1988 | Agrigento              | 28º Atleti dell'anno stagione sportiva 1987                   | Massimo Mauceri                                              | Pallamano           | -                                                                               |
| 1988 | Agrigento              | 28º Atleti dell'anno stagione sportiva 1987                   | Jorge Cannestracci                                           | Pallavolo           | -                                                                               |
| 1987 | Licodia Eubea          | 27º Atleti dell'anno stagione sportiva 1986                   | Santino Coppa                                                | Basket              | -                                                                               |
| 1987 | Licodia Eubea          | 27º Atleti dell'anno stagione sportiva 1986                   | Franco Scoglio                                               | Calcio              | -                                                                               |
| 1987 | Licodia Eubea          | 27º Atleti dell'anno stagione sportiva 1986                   | Giuseppe Tomarchio                                           | Motonautica         | -                                                                               |
| 1987 | Licodia Eubea          | 27º Atleti dell'anno stagione sportiva 1986                   | Niki Lo Bianco                                               | Pallavolo           | -                                                                               |
| 1986 | Enna                   | 26º Atleti dell'anno stagione sportiva 1985                   | Salvatore Nicosia                                            | Atletica leggera    | -                                                                               |
| 1986 | Enna                   | 26º Atleti dell'anno stagione sportiva 1985                   | Zdeněk Zeman                                                 | Calcio              | -                                                                               |
| 1986 | Enna                   | 26º Atleti dell'anno stagione sportiva 1985                   | Fabio Valguarnera                                            | Lotta               | -                                                                               |
| 1986 | Enna                   | 26º Atleti dell'anno stagione sportiva 1985                   | Lello Di Raimondo Pippo Zappalà                              | Motonautica         | -                                                                               |
| 1985 | Caltanissetta          | 25º Atleti dell'anno stagione sportiva 1984                   | Domingo Minì “Gordon”                                        | Automobilismo       | -                                                                               |
| 1985 | Caltanissetta          | 25º Atleti dell'anno stagione sportiva 1984                   | Beppe Furino                                                 | Calcio              | -                                                                               |
| 1985 | Caltanissetta          | 25º Atleti dell'anno stagione sportiva 1984                   | Paolo Caldarella                                             | Pallanuoto          | -                                                                               |
| 1985 | Caltanissetta          | 25º Atleti dell'anno stagione sportiva 1984                   | Cosimo Ferro                                                 | Scherma             | Medaglia di bronzo alle olimpiadi di Los Angeles                                |
| 1984 | Alcamo                 | 24º Atleti dell'anno stagione sportiva 1983                   | Walter Arena                                                 | Atletica leggera    | -                                                                               |
| 1984 | Alcamo                 | 24º Atleti dell'anno stagione sportiva 1983                   | Sofia Vinci                                                  | Basket              | -                                                                               |
| 1984 | Alcamo                 | 24º Atleti dell'anno stagione sportiva 1983                   | Roberto Sorrentino                                           | Calcio              | -                                                                               |
| 1984 | Alcamo                 | 24º Atleti dell'anno stagione sportiva 1983                   | Paco Wirz                                                    | Windsurf            | -                                                                               |
| 1983 | Ragusa                 | 23º Atleti dell'anno stagione sportiva 1982                   | Sandro Campagna                                              | Pallanuoto          | -                                                                               |
| 1983 | Ragusa                 | 23º Atleti dell'anno stagione sportiva 1982                   | Lucio Sascaro                                                | Pallavolo           | -                                                                               |
| 1983 | Ragusa                 | 23º Atleti dell'anno stagione sportiva 1982                   | Salvatore Giammellaro                                        | Rugby               | -                                                                               |
| 1983 | Ragusa                 | 23º Atleti dell'anno stagione sportiva 1982                   | Filippo Messina                                              | Lotta               | -                                                                               |
| 1982 | Taormina               | 22º Atleti dell'anno stagione sportiva 1981                   | Piero La Pera                                                | Automobilismo       | Alla memoria                                                                    |
| 1982 | Taormina               | 22º Atleti dell'anno stagione sportiva 1981                   | Salvatore Antibo                                             | Atletica leggera    | -                                                                               |
| 1982 | Taormina               | 22º Atleti dell'anno stagione sportiva 1981                   | Benedetto Patellaro                                          | Pugilato            | -                                                                               |
| 1982 | Taormina               | 22º Atleti dell'anno stagione sportiva 1981                   | Giuseppe Gibilisco                                           | Salto con l'asta    | -                                                                               |
| 1982 | Taormina               | 22º Atleti dell'anno stagione sportiva 1981                   | Giovanni Scalzo                                              | Scherma             | -                                                                               |
| 1981 | Belpasso               | 21º Atleti dell'anno stagione sportiva 1980                   | Piero Selvaggio                                              | Atletica leggera    | -                                                                               |
| 1981 | Belpasso               | 21º Atleti dell'anno stagione sportiva 1980                   | Lorenzo Barlassina                                           | Calcio              | -                                                                               |
| 1981 | Belpasso               | 21º Atleti dell'anno stagione sportiva 1980                   | Salvatore Albo                                               | Pallanuoto          | -                                                                               |
| 1981 | Belpasso               | 21º Atleti dell'anno stagione sportiva 1980                   | Giovanni Ricciardi                                           | Karate              | -                                                                               |
| 1980 | Oliveri                | 20º Atleti dell'anno stagione sportiva 1979                   | Donatella Pizzo                                              | Pallavolo           | -                                                                               |
| 1980 | Oliveri                | 20º Atleti dell'anno stagione sportiva 1979                   | Mara Salvia                                                  | Basket              | -                                                                               |
| 1980 | Oliveri                | 20º Atleti dell'anno stagione sportiva 1979                   | Carlo Facchin                                                | Calcio              | -                                                                               |
| 1979 | Giarre                 | 19º Atleti dell'anno stagione sportiva 1978                   | Leonardo Giorlando                                           | Ciclismo            | -                                                                               |
| 1979 | Giarre                 | 19º Atleti dell'anno stagione sportiva 1978                   | Aldo Cacioppo                                                | Basket              | -                                                                               |
| 1979 | Giarre                 | 19º Atleti dell'anno stagione sportiva 1978                   | Paola Napolitano                                             | Judo                | -                                                                               |
| 1978 | Acicatena              | 18º Atleti dell'anno stagione sportiva 1977                   | Salvatore Melluzzo                                           | Pugilato            | -                                                                               |
| 1978 | Acicatena              | 18º Atleti dell'anno stagione sportiva 1977                   | Sabrina Seminatore                                           | Nuoto               | -                                                                               |
| 1978 | Acicatena              | 18º Atleti dell'anno stagione sportiva 1977                   | Carmelo Pittera                                              | Pallavolo           | -                                                                               |
| 1977 | Capo d'Orlando         | 17º Atleti dell'anno stagione sportiva 1976                   | "Amphicar" Eugenio Renna                                     | Automobilismo       | -                                                                               |
| 1977 | Capo d'Orlando         | 17º Atleti dell'anno stagione sportiva 1976                   | Salvo Nania                                                  | Nuoto               | -                                                                               |
| 1977 | Capo d'Orlando         | 17º Atleti dell'anno stagione sportiva 1976                   | Nello Greco                                                  | Pallavolo           | -                                                                               |
| 1976 | Erice                  | 16º Atleti dell'anno stagione sportiva 1975                   | Nino Trapani                                                 | Calcio              | -                                                                               |
| 1976 | Erice                  | 16º Atleti dell'anno stagione sportiva 1975                   | Carmelo Barone                                               | Ciclismo            | -                                                                               |
| 1976 | Erice                  | 16º Atleti dell'anno stagione sportiva 1975                   | Angelo Scibilia                                              | Judo                | -                                                                               |
| 1976 | Erice                  | 16º Atleti dell'anno stagione sportiva 1975                   | Ario De Giovanni                                             | Pallavolo           | Allenatore squadra pallavolo femminile Norditalia Palermo promossa serie A      |
| 1975 | Ragusa                 | 15º Atleti dell'anno stagione sportiva 1974                   | Luigi Zarcone                                                | Atletica leggera    | -                                                                               |
| 1975 | Ragusa                 | 15º Atleti dell'anno stagione sportiva 1974                   | Antonino Caltabiano                                          | Lotta               | -                                                                               |
| 1975 | Ragusa                 | 15º Atleti dell'anno stagione sportiva 1974                   | Tony Alessandro                                              | Pallavolo           | -                                                                               |
| 1975 | Ragusa                 | 15º Atleti dell'anno stagione sportiva 1974                   | Nino Castellini                                              | Pugilato            | -                                                                               |
| 1974 | Agrigento              | 14º Atleti dell'anno stagione sportiva 1973                   | Carlo Scuderi                                                | Lotta               | -                                                                               |
| 1974 | Agrigento              | 14º Atleti dell'anno stagione sportiva 1973                   | Andrea Parisini                                              | Nuoto               | -                                                                               |
| 1974 | Agrigento              | 14º Atleti dell'anno stagione sportiva 1973                   | Angelo Arcidiacono                                           | Scherma             | -                                                                               |
| 1973 | Enna                   | 13º Atleti dell'anno stagione sportiva 1972                   | Ignazio Arcoleo                                              | Calcio              | -                                                                               |
| 1973 | Enna                   | 13º Atleti dell'anno stagione sportiva 1972                   | Carlo Alibertini                                             | Nuoto               | -                                                                               |
| 1973 | Enna                   | 13º Atleti dell'anno stagione sportiva 1972                   | Liliana Pizzo                                                | Pallavolo           | -                                                                               |
| 1973 | Enna                   | 13º Atleti dell'anno stagione sportiva 1972                   | Agostino Randazzo                                            | Vela                | -                                                                               |
| 1972 | Caltanissetta          | 12º Atleti dell'anno stagione sportiva 1971                   | Raffaele Restivo                                             | Automobilismo       | -                                                                               |
| 1972 | Caltanissetta          | 12º Atleti dell'anno stagione sportiva 1971                   | Carmelo Del Noce                                             | Calcio              | -                                                                               |
| 1972 | Caltanissetta          | 12º Atleti dell'anno stagione sportiva 1971                   | Luciano Abramo                                               | Pallavolo           | -                                                                               |
| 1972 | Caltanissetta          | 12º Atleti dell'anno stagione sportiva 1971                   | Gaetano Tosto                                                | Pesi                | -                                                                               |
| 1971 | Messina                | 11º Atleti dell'anno stagione sportiva 1970                   | Margherita Gargano                                           | Atletica leggera    | -                                                                               |
| 1971 | Messina                | 11º Atleti dell'anno stagione sportiva 1970                   | Egizio Rubino                                                | Calcio              | -                                                                               |
| 1971 | Messina                | 11º Atleti dell'anno stagione sportiva 1970                   | Angelo Panzera                                               | Motonautica         | -                                                                               |
| 1971 | Messina                | 11º Atleti dell'anno stagione sportiva 1970                   | Benito Paolone                                               | Rugby               | -                                                                               |
| 1970 | Catania                | 10º Atleti dell'anno stagione sportiva 1969                   | Salvo Santamaria                                             | -                   | alla memoria                                                                    |
| 1970 | Catania                | 10º Atleti dell'anno stagione sportiva 1969                   | Antonietta Castellana                                        | Atletica leggera    | -                                                                               |
| 1970 | Catania                | 10º Atleti dell'anno stagione sportiva 1969                   | Angelo Bruno                                                 | Ciclismo            | -                                                                               |
| 1970 | Catania                | 10º Atleti dell'anno stagione sportiva 1969                   | Bruno Tobino                                                 | Motonautica         | -                                                                               |
| 1970 | Catania                | 10º Atleti dell'anno stagione sportiva 1969                   | Giuseppe Cappello                                            | Tennis              | -                                                                               |
| 1969 | Palermo                | 9º Atleti dell'anno stagione sportiva 1968                    | Vito Riolo                                                   | Atletica leggera    | -                                                                               |
| 1969 | Palermo                | 9º Atleti dell'anno stagione sportiva 1968                    | Carmelo Di Bella                                             | Calcio              | -                                                                               |
| 1969 | Palermo                | 9º Atleti dell'anno stagione sportiva 1968                    | Angela Rigano                                                | Canoa               | -                                                                               |
| 1969 | Palermo                | 9º Atleti dell'anno stagione sportiva 1968                    | Carlo Malato                                                 | Motonautica         | -                                                                               |
| 1968 | Siracusa               | 8º Atleti dell'anno stagione sportiva 1967                    | Pietro Anastasi                                              | Calcio              | -                                                                               |
| 1968 | Siracusa               | 8º Atleti dell'anno stagione sportiva 1967                    | Luciano Lojacono                                             | Lotta               | -                                                                               |
| 1968 | Siracusa               | 8º Atleti dell'anno stagione sportiva 1967                    | Salvatore Laudani                                            | Pesi                | -                                                                               |
| 1968 | Siracusa               | 8º Atleti dell'anno stagione sportiva 1967                    | Pino Giorgio                                                 | Rugby               | -                                                                               |
| 1966 | Messina                | 7º Atleti dell'anno stagione sportiva 1965                    | Elide Riccobono Giuseppe Ardizzone                           | Atletica leggera    | -                                                                               |
| 1966 | Messina                | 7º Atleti dell'anno stagione sportiva 1965                    | Gaetano Troja                                                | Calcio              | -                                                                               |
| 1966 | Messina                | 7º Atleti dell'anno stagione sportiva 1965                    | Sergio Alibertini                                            | Nuoto               | -                                                                               |
| 1966 | Messina                | 7º Atleti dell'anno stagione sportiva 1965                    | Annamaria Turba                                              | Scherma             | -                                                                               |
| 1965 | Catania                | 6º Atleti dell'anno stagione sportiva 1964                    | Antonio Pucci                                                | Automobilismo       | -                                                                               |
| 1965 | Catania                | 6º Atleti dell'anno stagione sportiva 1964                    | Paola Alibertini                                             | Nuoto               | -                                                                               |
| 1965 | Catania                | 6º Atleti dell'anno stagione sportiva 1964                    | Alberto Lo Meo                                               | Sci nautico         | -                                                                               |
| 1965 | Catania                | 6º Atleti dell'anno stagione sportiva 1964                    | Enzo Maiorca                                                 | Immersione in apnea | -                                                                               |
| 1964 | Messina                | 5º Atleti dell'anno stagione sportiva 1965                    | Giuseppe Masciumarra                                         | Nuoto               | -                                                                               |
| 1964 | Messina                | 5º Atleti dell'anno stagione sportiva 1965                    | Pippo Cantarella                                             | Pattinaggio         | -                                                                               |
| 1963 | Catania                | 4º Atleti dell'anno stagione sportiva 1962                    | Salvatore Calascibetta                                       | Automobilismo       | -                                                                               |
| 1963 | Catania                | 4º Atleti dell'anno stagione sportiva 1962                    | Mario Corti Umberto Mannocci                                 | Calcio              | -                                                                               |
| 1963 | Catania                | 4º Atleti dell'anno stagione sportiva 1962                    | Giuseppe Giuffrida                                           | Pesi                | -                                                                               |
| 1962 | Palermo                | 3º Atleti dell'anno stagione sportiva 1961                    | Elio Sicari                                                  | Atletica leggera    | -                                                                               |
| 1962 | Palermo                | 3º Atleti dell'anno stagione sportiva 1961                    | Enzo Benedetti                                               | Calcio              | -                                                                               |
| 1962 | Palermo                | 3º Atleti dell'anno stagione sportiva 1961                    | Giovanni Girgenti                                            | Pugilato            | -                                                                               |
| 1962 | Palermo                | 3º Atleti dell'anno stagione sportiva 1961                    | Francesco Mannino                                            | Scherma             | -                                                                               |
| 1961 | Messina                | 2º Atleti dell'anno stagione sportiva 1960                    | Pino Bommarito                                               | Atletica leggera    | -                                                                               |
| 1961 | Messina                | 2º Atleti dell'anno stagione sportiva 1960                    | Carmelo Di Bella                                             | Calcio              | -                                                                               |
| 1961 | Messina                | 2º Atleti dell'anno stagione sportiva 1960                    | Francesco La Macchia                                         | Canoa               | -                                                                               |
| 1961 | Messina                | 2º Atleti dell'anno stagione sportiva 1960                    | Ignazio Fabra                                                | Lotta               | -                                                                               |
| 1960 | Palermo                | 1º Atleti dell'anno stagione sportiva 1959                    | Giovanni Scavo                                               | -                   | alla memoria                                                                    |
| 1960 | Palermo                | 1º Atleti dell'anno stagione sportiva 1959                    | Irene Giusino                                                | Atletica leggera    | -                                                                               |
| 1960 | Palermo                | 1º Atleti dell'anno stagione sportiva 1959                    | Ninni Vaccarella                                             | Automobilismo       | -                                                                               |